# Hombre de Lauricocha
El hombre de Lauricocha existió aproximadamente hacia 10000 a. C., en la sierra central del Perú. Sus restos fueron descubiertos en las cuevas de Lauricocha, por Augusto Cardich, en sucesivas campañas arqueológicas entre 1958 y 1960. Se trata de once osamentas humanas, cuatro adultos y siete niños, que se cuentan entre los restos humanos más antiguos del Perú, junto con los de Paiján. También se descubrieron puntas líticas y herramientas de hueso, así como pinturas rupestres.

## Ubicación geográfica
La zona de Lauricocha está ubicada en las cabeceras del río Marañón - Amazonas, en el distrito de San Miguel de Cauri, provincia de Lauricocha, departamento de Huánuco, cercano a la laguna Lauricocha. Se halla a una altura que va desde los 3900 m s. n. m. en el sector más bajo del valle y 4500 m s. n. m.  en las cumbres. Hacia el 10.000 a. C., cuando los glaciares se deshelaron, dicha zona se hizo propicia para los asentamientos humanos. En esas alturas o punas es donde se hallan conjuntos de cuevas y abrigos rocosos, escenario del hombre de Lauricocha.

## Descubrimiento
Entre 1958 y 1959 el arqueólogo peruano Augusto Cárdich, descubrió en esas cuevas once esqueletos humanos, 4 de adultos y 7 de niños; los restos óseos se hallaron incompletos, al parecer mutilados intencionalmente. También se encontró raspadores y lascas líticas, huesos fosilizados de camélidos y cérvidos, raíces y tubérculos, proyectiles y utensilios de hueso y piedra, dibujos rupestres de animales, representaciones de danzas ceremoniales y cacería, etc. con comprobación científica.

## Entierros
Las tumbas de los adultos son sencillas, sin adornos ni arreglos de ninguna clase; al parecer  fueron enterradas superficialmente. Una de las inhumaciones más notables es el denominado “Entierro Nº 6”, con un individuo que presentaba deformación craneana artificial del tipo tabular erecta. 
Las tumbas infantiles, en cambio, muestran un patrón de enterramiento muy distinto. Los cuerpos de los tres niños (Entierros N.º 9, N.º 10 y N.º 11) están cuidadosamente enterrados en medio de un misterioso ritual funerario, habiéndose hallado diversos objetos a manera de ofrendas: cuentas de collar hechas en hueso, turquesa, y en un caso elaboradas de valvas de un molusco marino del género pecten, así como objetos de sílex y puntas líticas.
En el caso de la sepultura infantil N.º 11 se aprecia claramente que por encima de la misma se ubicó un fogón, tal vez vinculado a la idea de que de esa forma el cuerpo enterrado pudiera recuperar el calor perdido, y algo muy particular, la presencia de oligisto (óxido de hierro) en polvo cubriendo la osamenta del niño. Es notable también el uso del ocre, de color rojizo en la sepultura N.º 9 y amarillo en la N.º 10.
Se cree que la diferencia en los patrones de enterramiento entre niños y adultos fue intencionada y corresponde a un rito especial en el que se utilizaron ofrendas de distinto tipo.
Otra característica resaltante es que casi todos los esqueletos están incompletos; a uno le falta, por ejemplo, una pierna. Se teorizó que probablemente los cuerpos fueron desenterrados y mutilados por animales salvajes, o que fueron resultado de acciones o muertes violentas entre humanos; sin embargo, Cardich ha rechazado estas hipótesis, sosteniendo que se trata más bien de un ritual funerario de mutilación, en el contexto de un sacrificio humano. En cuanto a la posición de los cuerpos, se hallan de costado, con las extremidades ligeramente flexionadas.

## Arte rupestre

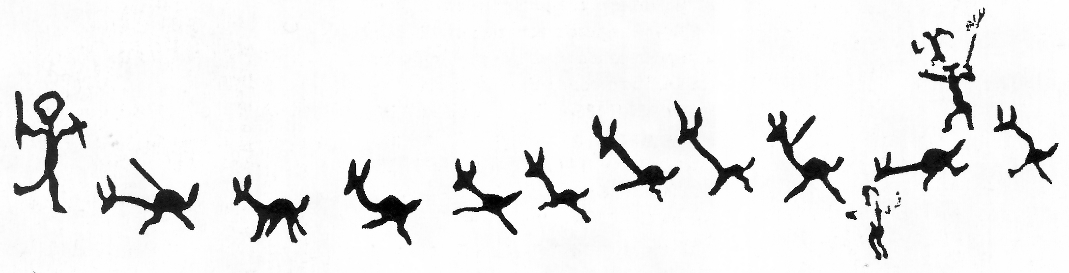
Pintura rupestre en la cueva de Chaclaragra, en Lauricocha. Mide 140 cm de un extremo a otro.

En la zona de Lauricocha y sus cercanías se han hallado varias manifestaciones del arte rupestre, al punto que se pudo establecer una primera secuencia de los estilos de dicho arte para los Andes Centrales del Perú.
Cardich ha diferenciado dos estilos del arte rupestre del precerámico. Al primero lo llamó el “Estilo de escenas con representaciones seminaturalistas”, que cuenta con representaciones de animales en grupo, escenas de caza, y a veces, de danza. Es el más antiguo y se lo ubica en el periodo Lauricocha I, hacia 10.000 a. C. El segundo, más tardío, fue denominado “Estilo de dibujos no figurativos”.
En la cueva N.º 3 de Chaclaragra (zona de Lauricocha) se puede observar el primer estilo. Pintadas en rojo oscuro, representan una fila de camélidos acosados por ambos extremos por cazadores que llevan lanzas; dos de las vicuñas han sido heridas y llevan las lanzas incrustadas en su cuerpo. Estas pinturas atestiguan a la vez el método de cacería del hombre de Lauricocha.

## Puntas líticas
Los proyectiles líticos encontrados en Lauricocha se asemejan mucho a los ubicados en el Complejo de Ayampitín de la sierra argentina, lo que sugiere que formaron parte de una gran tradición lítica de cazadores avanzados de la cordillera andina.  La secuencia cultural, realizada a partir de las herramientas y proyectiles encontrados, posibilitó la periodificación de tres fases:
- La primera fase, denominada Lauricocha I (10.000 – 8000 a. C.) se caracterizó por el predominio de puntas foliáceas (forma hoja de árbol) y cuchillos bifaciales. En esta época se ha detectado un consumo preferente de cérvidos.
- La segunda fase, Lauricocha II (8000 – 5000 a. C.) se caracterizó por la presencia de puntas “hojas de sauce” y otras de forma triangular y base recta. En este periodo aumenta el consumo de los camélidos.
- La tercera fase, denominada Lauricocha III (5000 – 4000 a. C.) se caracterizó por el predominio de herramientas de hueso, habiendo menos evidencia de artefactos líticos. Las puntas son pequeñas y de forma romboidal, con pedúnculo o con escotadura basal.

## Contexto prehistórico
Las cuevas de Lauricocha, que se ubican sobre un antiguo valle glaciar, en las alturas de Huánuco, albergaron a un importante grupo de cazadores-recolectores del Período Arcaico que por miles de años utilizaron las cuevas como refugio natural. La zona fue también asiento de especies muy estimadas para la caza, especialmente cérvidos (taruga) y camélidos (vicuña, guanaco). El registro arqueológico demuestra que al principio los hombres de Lauricocha prefirieron en su dieta a los cérvidos (Lauricocha I) y posteriormente a los camélidos (Lauricocha II). Al parecer, eran suficientes fuentes de proteínas para el hombre, ya que en las cuevas se encuentran escasos restos de aves u de otros animales.
Estos cazadores vivían en bandas y eran nómadas. Poseían campamentos base donde habitaban y campamentos de caza donde iban para obtener sus alimentos. Realizaban la cacería al modo del chaco (cacería colectiva de los incas), según lo atestiguan las pinturas rupestres que se ven en algunas paredes de las cuevas.
En Lauricocha existía una organización del trabajo y empezaban a aparecer las primeras jerarquías, la defensa colectiva de su círculo de supervivencia y se evidencia ya la práctica funeraria.
Cardich halló en el periodo Lauricocha II (8000-5000 a. C.) indicios de cierto sedentarismo, lo que pudo haber propiciado la domesticación de plantas y animales.

## Características físicas
Las características principales del hombre de Lauricocha eran:
- Cráneo alargado (dolicocéfalo)
- Cara ancha
- Estatura mediana (162 cm)
- Piernas cortas y musculosas (propias de cazador nómada)
- Dientes en forma de pala (aptas para desgarrar los músculos de sus presas)

## Importancia
Se trata de los restos óseos humanos más antiguos hallados en la sierra del Perú, habiendo sido fechados por el radio carbono con una antigüedad de 9525 años, para unos esqueletos y 9149 para otros. Son once osamentas casi completas, descubiertas en 1959. Solo es superado en antigüedad por los restos óseos de un adulto y un adolescente hallados en Paiján, en la costa norte del Perú. Hasta el descubrimiento del hombre de Paiján, ocurrido en 1975, el hombre de Lauricocha fue considerado como el más antiguo del Perú.
Sin embargo, la importancia de Lauricocha no solo radica en su antigüedad, sino al hecho de ser un lugar de permanente ocupación humana, al conservar superpuestos los testimonios de todas las edades. En total Lauricocha tiene ocho pisos estratigráficos, seis de los cuales son de ocupación humana, que van desde la época lítica hasta la colonia.  También hay que destacar sus pinturas rupestres, las más antiguas de entre los pocos ejemplares de ese arte paleolítico hallados en el Perú.